# EM i banecykling 2018
EM i banecykling 2018 blev afholdt i Glasgow i Skotland fra 2. til 7. august 2018. Mesterskabet indgik i serien i European Championships 2018.

## Medaljevindere

### Damer
| Disciplin          | Guld                                                                                            | Guld                               | Sølv                                                                             | Sølv                               | Bronze                                                                     | Bronze                               |
| ------------------ | ----------------------------------------------------------------------------------------------- | ---------------------------------- | -------------------------------------------------------------------------------- | ---------------------------------- | -------------------------------------------------------------------------- | ------------------------------------ |
| Sprint             | Darja Sjmeljova · Rusland (RUS)                                                                 | Darja Sjmeljova · Rusland (RUS)    | Anastasija Vojnova · Rusland (RUS)                                               | Anastasija Vojnova · Rusland (RUS) | Mathilde Gros · Frankrig (FRA)                                             | Mathilde Gros · Frankrig (FRA)       |
| Holdsprint         | Rusland · Anastasija Vojnova · Darja Sjmeljova                                                  | 32,452                             | Ukraine · Ljubov Basova · Olena Starikova                                        | 33,108                             | Tyskland · Miriam Welte · Emma Hinze                                       | 32,981                               |
| Holdforfølgelse    | Storbritannien · Elinor Barker · Laura Kenny · Katie Archibald · Neah Evans · Eleanor Dickinson | 4.16,896                           | Italien · Letizia Paternoster · Marta Cavalli · Elisa Balsamo · Silvia Valsecchi | 4.25,384                           | Tyskland · Charlotte Becker · Gudrun Stock · Mieke Kröger · Lisa Brennauer | 4.23,105                             |
| Keirin             | Mathilde Gros · Frankrig (FRA)                                                                  | Mathilde Gros · Frankrig (FRA)     | Nicky Degrendele · Belgien (BEL)                                                 | Nicky Degrendele · Belgien (BEL)   | Darja Sjmeljova · Rusland (RUS)                                            | Darja Sjmeljova · Rusland (RUS)      |
| Omnium             | Kirsten Wild · Holland (NED)                                                                    | 156                                | Katie Archibald · Storbritannien (GBR)                                           | 144                                | Letizia Paternoster · Italien (ITA)                                        | 111                                  |
| Parløb             | Danmark · Julie Leth · Amalie Dideriksen                                                        | 42                                 | Rusland · Gulnaz Badykova · Diana Klimova                                        | 38                                 | Holland · Kirsten Wild · Amy Pieters                                       | 34                                   |
| 500 m tidskørsel   | Darja Sjmeljova · Rusland (RUS)                                                                 | 33,285                             | Olena Starikova · Ukraine (UKR)                                                  | 33,593                             | Miriam Welte · Tyskland (GER)                                              | 33,600                               |
| 3000 m forfølgelse | Lisa Brennauer · Tyskland (GER)                                                                 | 3.26,879                           | Katie Archibald · Storbritannien (GBR)                                           | 3.29,577                           | Justyna Kaczkowska · Polen (POL)                                           | 3.34,750                             |
| 25 km pointløb     | Maria Giulia Confalonieri · Italien (ITA)                                                       | 33                                 | Ina Savenka · Hviderusland (BLR)                                                 | 32                                 | Gulnaz Badykova · Rusland (RUS)                                            | 30                                   |
| 10 km scratch      | Kirsten Wild · Holland (NED)                                                                    | Kirsten Wild · Holland (NED)       | Emily Kay · Storbritannien (GBR)                                                 | Emily Kay · Storbritannien (GBR)   | Jolien D'Hoore · Belgien (BEL)                                             | Jolien D'Hoore · Belgien (BEL)       |
| Udskilningsløb     | Laura Kenny · Storbritannien (GBR)                                                              | Laura Kenny · Storbritannien (GBR) | Anna Knauer · Tyskland (GER)                                                     | Anna Knauer · Tyskland (GER)       | Jevgenija Augustinas · Rusland (RUS)                                       | Jevgenija Augustinas · Rusland (RUS) |

### Herrer
| Disciplin          | Guld                                                                                           | Guld                                 | Sølv                                                                                     | Sølv                              | Bronze                                                                                     | Bronze                             |
| ------------------ | ---------------------------------------------------------------------------------------------- | ------------------------------------ | ---------------------------------------------------------------------------------------- | --------------------------------- | ------------------------------------------------------------------------------------------ | ---------------------------------- |
| Sprint             | Jeffrey Hoogland · Holland (NED)                                                               | Jeffrey Hoogland · Holland (NED)     | Stefan Bötticher · Tyskland (GER)                                                        | Stefan Bötticher · Tyskland (GER) | Harrie Lavreysen · Holland (NED)                                                           | Harrie Lavreysen · Holland (NED)   |
| Holdsprint         | Holland · Jeffrey Hoogland · Harrie Lavreysen · Roy van den Berg · Nils van 't Hoenderdaal     | 42,888                               | Frankrig · Sébastien Vigier · François Pervis · Quentin Lafargue · Michaël D'Almeida     | 43,693                            | Tyskland · Stefan Bötticher · Timo Bichler · Joachim Eilers                                | 43,805                             |
| Holdforfølgelse    | Italien · Filippo Ganna · Francesco Lamon · Elia Viviani · Michele Scartezzini · Liam Bertazzo | 3.55,401                             | Schweiz · Cyrille Thièry · Stefan Bissegger · Frank Pasche · Théry Schir · Claudio Imhof | 3.59,705                          | Storbritannien · Ethan Hayter · Steven Burke · Kian Emadi · Charlie Tanfield · Oliver Wood | 3.57,463                           |
| Keirin             | Stefan Bötticher · Tyskland (GER)                                                              | Stefan Bötticher · Tyskland (GER)    | Sébastien Vigier · Frankrig (FRA)                                                        | Sébastien Vigier · Frankrig (FRA) | Jack Carlin · Storbritannien (GBR)                                                         | Jack Carlin · Storbritannien (GBR) |
| Omnium             | Ethan Hayter · Storbritannien (GBR)                                                            | 133                                  | Elia Viviani · Italien (ITA)                                                             | 113                               | Casper Von Folsach · Danmark (DEN)                                                         | 113                                |
| Parløb             | Belgien · Robbe Ghys · Kenny De Ketele                                                         | 60                                   | Tyskland · Theo Reinhardt · Roger Kluge                                                  | 49                                | Storbritannien · Oliver Wood · Ethan Hayter                                                | 38                                 |
| 1 km tidskørsel    | Matthijs Büchli · Holland (NED)                                                                | 1.00,134                             | Joachim Eilers · Tyskland (GER)                                                          | 1.00,361                          | Sam Ligtlee · Holland (NED)                                                                | 1.00,905                           |
| 4000 m forfølgelse | Domenic Weinstein · Tyskland (GER)                                                             | 4.13,363                             | Ivo Oliveira · Portugal (PRT)                                                            | 4.15,304                          | Claudio Imhof · Schweiz (SUI)                                                              | 4.16,654                           |
| 40 km pointløb     | Wojciech Pszczolarski · Polen (POL)                                                            | 102                                  | Kenny De Ketele · Belgien (BEL)                                                          | 83                                | Stefan Matzner · Østrig (AUT)                                                              | 71                                 |
| 15 km scratch      | Roman Gladysh · Ukraine (UKR)                                                                  | Roman Gladysh · Ukraine (UKR)        | Adrien Garel · Frankrig (FRA)                                                            | Adrien Garel · Frankrig (FRA)     | Tristan Marguet · Schweiz (SUI)                                                            | Tristan Marguet · Schweiz (SUI)    |
| Udskilningsløb     | Matthew Walls · Storbritannien (GBR)                                                           | Matthew Walls · Storbritannien (GBR) | Rui Oliveira · Portugal (POR)                                                            | Rui Oliveira · Portugal (POR)     | Szymon Krawczyk · Polen (POL)                                                              | Szymon Krawczyk · Polen (POL)      |

### Medaljeoversigt
Arrangørnation
| Nr.    | Land           | Guld | Sølv | Bronze | Totalt |
| 1      | Holland        | 5    | 0    | 3      | 8      |
| 2      | Storbritannien | 4    | 3    | 3      | 10     |
| 3      | Tyskland       | 3    | 4    | 4      | 11     |
| 4      | Rusland        | 3    | 2    | 3      | 8      |
| 5      | Italien        | 2    | 2    | 1      | 5      |
| 6      | Frankrig       | 1    | 3    | 1      | 5      |
| 7      | Belgien        | 1    | 2    | 1      | 4      |
| 8      | Ukraine        | 1    | 2    | 0      | 3      |
| 9      | Polen          | 1    | 0    | 2      | 3      |
| 10     | Danmark        | 1    | 0    | 1      | 2      |
| 11     | Portugal       | 0    | 2    | 0      | 2      |
| 12     | Schweiz        | 0    | 1    | 2      | 3      |
| 13     | Hviderusland   | 0    | 1    | 0      | 1      |
| 14     | Østrig         | 0    | 0    | 1      | 1      |
| Totalt | Totalt         | 22   | 22   | 22     | 66     |